# Festa di san Patrizio
La festa di san Patrizio è una festa di origine cristiana che si celebra il 17 marzo di ogni anno in onore di san Patrizio, patrono dell'Irlanda.
La festa, chiamata in irlandese Lá 'le Pádraig oppure Lá Fhéile Pádraig, in inglese Saint Patrick's Day, St. Paddy's Day o Paddy's Day, commemora l'arrivo del cristianesimo in Irlanda durante il quinto secolo d.C. proprio grazie a Patrizio, ai tempi vescovo in Irlanda.
Il 17 marzo è festa nazionale nella Repubblica d'Irlanda, mentre è una festività bancaria (bank holiday) nell'Irlanda del Nord. Tale ricorrenza viene celebrata anche in altri paesi del mondo, in particolar modo quelli interessati da una significativa immigrazione irlandese. Il 17 marzo è festività anche nella provincia canadese di Terranova e Labrador e nel territorio d'oltremare britannico di Montserrat, nelle Piccole Antille. La festa di San Patrizio è, inoltre, una delle feste nazionali più festeggiate al mondo e ha acquisito grande fama e interesse anche da persone la cui origine non è irlandese.
Caratteristiche della festa di san Patrizio sono anche le sfilate per le vie cittadine, soprattutto a Dublino, a Montréal, New York, Chicago e Boston.

## La festa liturgica
La festa di san Patrizio è stata inserita nel calendario liturgico della Chiesa cattolica già all'inizio del XVII secolo su pressione dello storico, nonché frate francescano, Luca Wadding, nato a Waterford (Irlanda sud-orientale). Il santo missionario veniva però già celebrato in alcune chiese irlandesi da parecchio tempo prima.
La festa di san Patrizio cade spesso durante il periodo della Quaresima. In passato è anche capitato qualche volta che cadesse proprio durante la Settimana santa. È successo per esempio nel 1940 e le celebrazioni furono spostate al 3 aprile, proprio per evitare che coincidesse con la Domenica delle palme. Nel 2008, furono anticipate al 14 marzo per lo stesso motivo. Il giorno di festa non cadrà più durante la Settimana santa fino al 2160, quando coinciderà con il lunedì precedente la Pasqua. Nel Nord America, che conta un gran numero di comunità di origine italiana, le celebrazioni per san Patrizio vengono spesso unite con quelle per san Giuseppe, festività che cade due giorni dopo: il 19 marzo.

## Le celebrazioni

### In Irlanda
In Irlanda le tradizioni dei festeggiamenti della festa di San Patrizio risalgono al nono e al decimo secolo. Durante il corso dei secoli il santo fu riconosciuto come patrono nazionale. Dal 1600 la festa di San Patrizio fu ufficializzata nel calendario liturgico e come data di festeggiamento fu imposta il 17 marzo, salvo quando, per non fare coincidere la festa con altri festeggiamenti come la Domenica delle Palme, è posticipata. La festa divenne festività nazionale in Irlanda dal 1903, anno in cui si tenne la prima parata, nella cittadina di Waterford. Le celebrazioni divennero sempre più popolari tanto che nel 1916, un gruppo di volontari irlandesi si offrì di organizzare la festività. Il 17 marzo 1916 si esibirono più di 6000 parate in tutta l'Isola e furono organizzati per il pubblico banchetti e danze. Con i festeggiamenti che seguirono il 1916, fu riscontrato un problema: l'eccessivo consumo di alcol che si era verificato in questi festeggiamenti aveva causato danni alle città e ai paesaggi. Per rimediare a questo inconveniente, lo stato Irlandese decise di bandire il commercio dell'alcol in tutta la repubblica. Il divieto del commercio di alcolici ogni 17 marzo continuò fino al 1961, mentre nell'Irlanda del Nord tale provvedimento non si attuò mai. Dal 1931 lo stato Irlandese decise di finanziare le parate del giorno di San Patrizio che iniziarono da quello stesso anno a Dublino.
Nel giorno di san Patrizio del 1976, un gruppo di estremisti anglicani fece esplodere una bomba davanti a un pub nord irlandese a Dungannon che provocò alcuni morti. Quest'atto fece dimostrare un disprezzo comune nel nord Irlanda nei confronti del santo patrono. Solo in seguito la festa diventò popolare e, dal 1998, si disputarono le prime parate anche nel nord dell'isola.

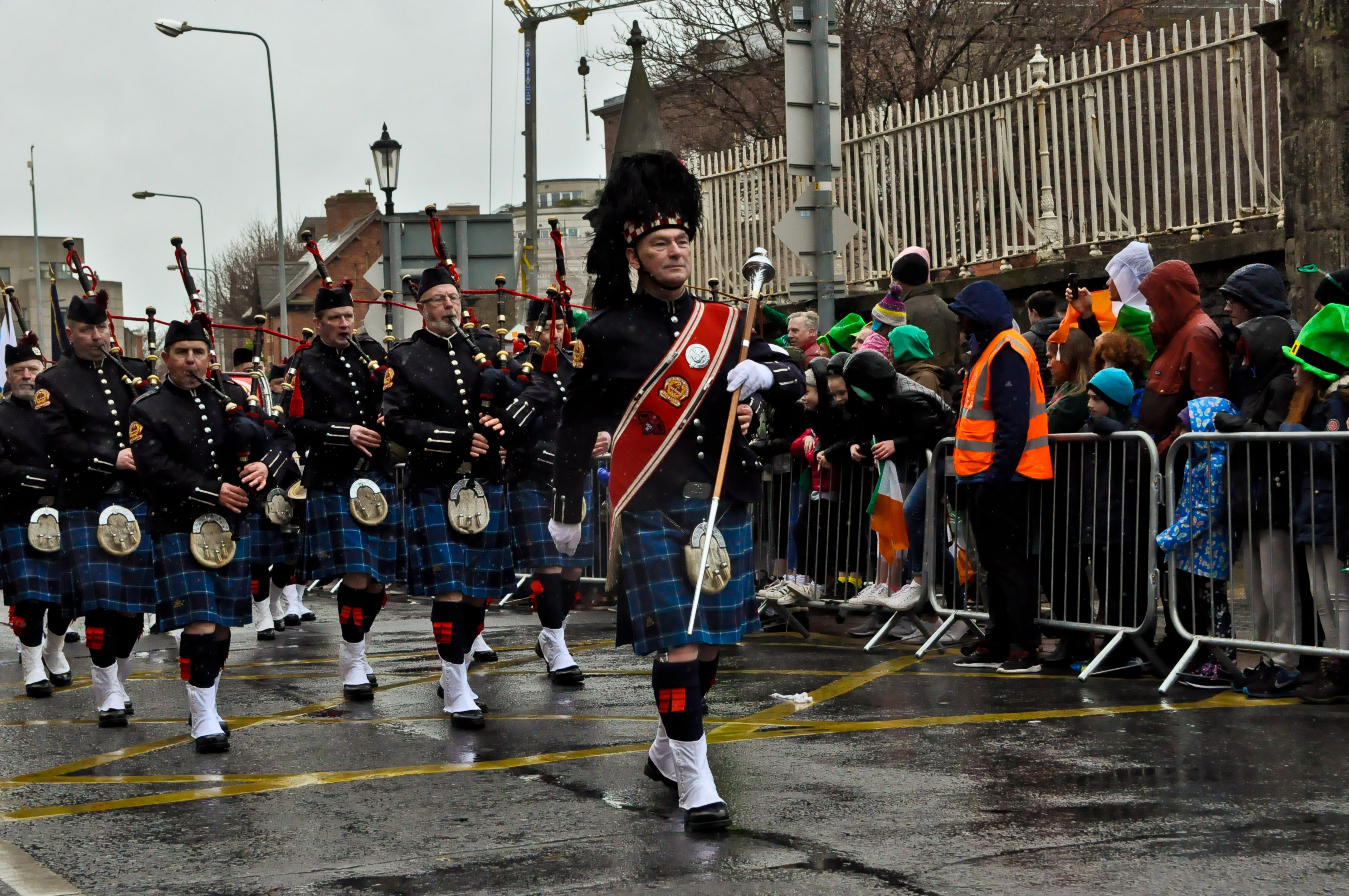
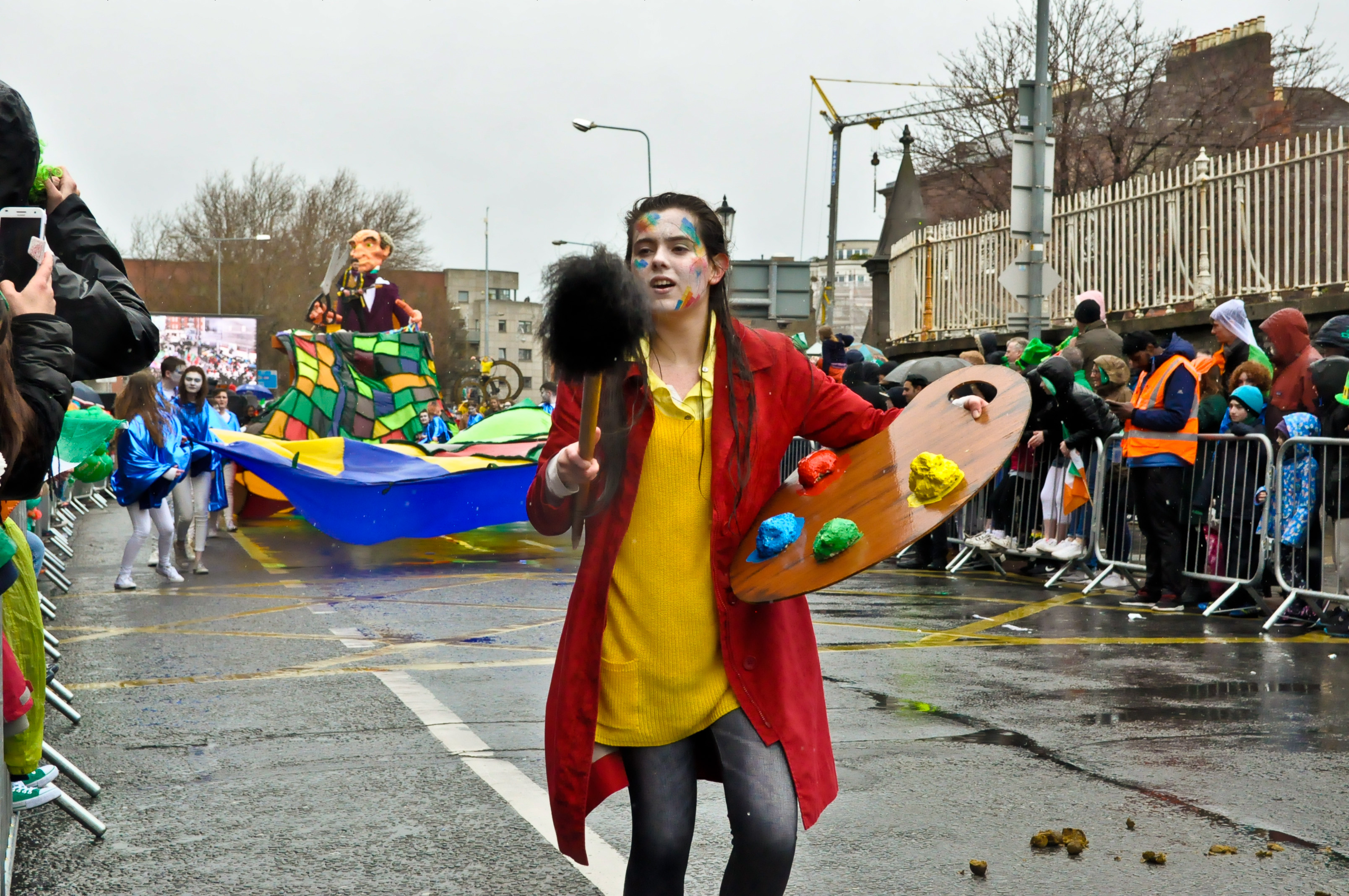
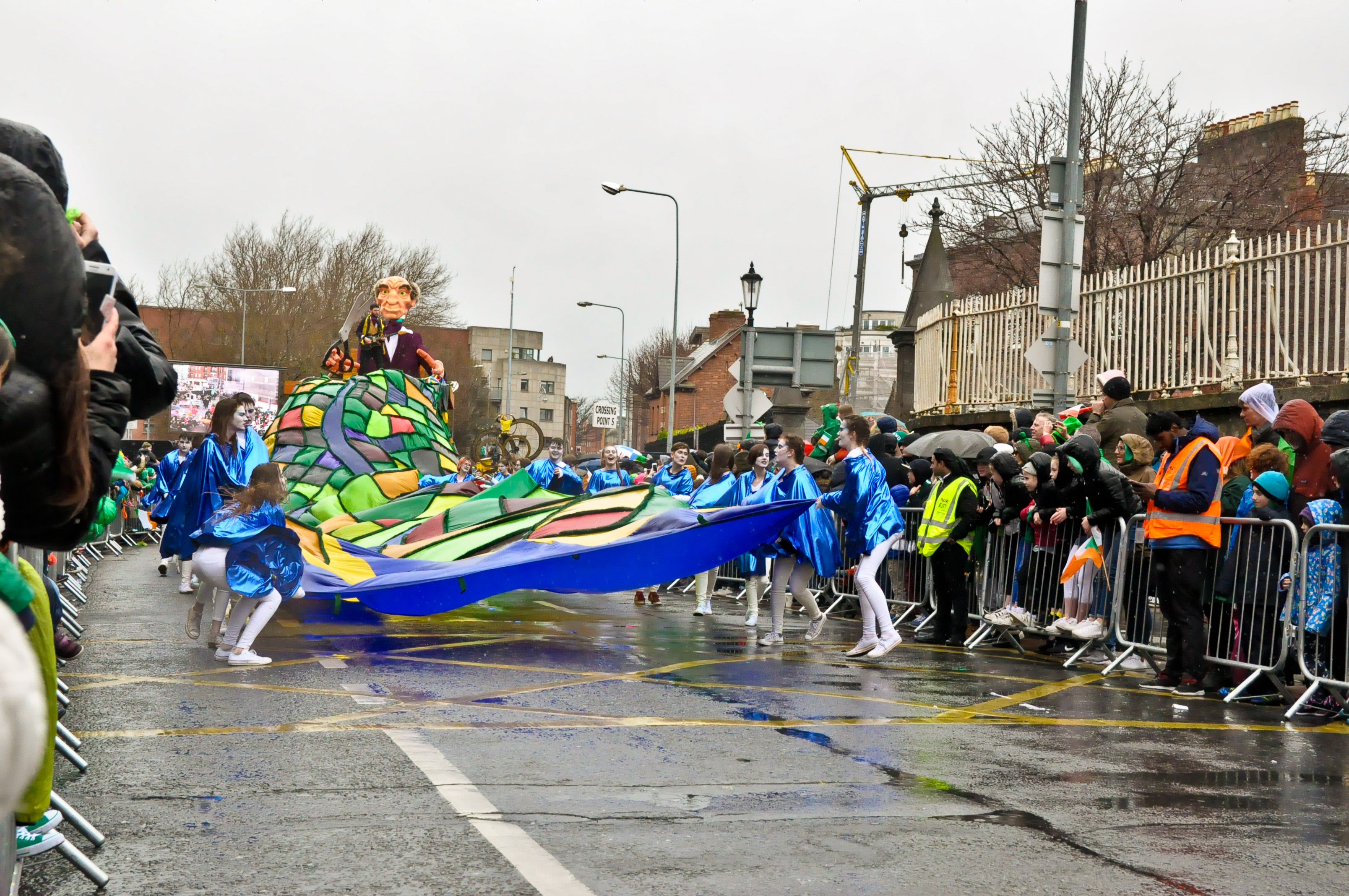
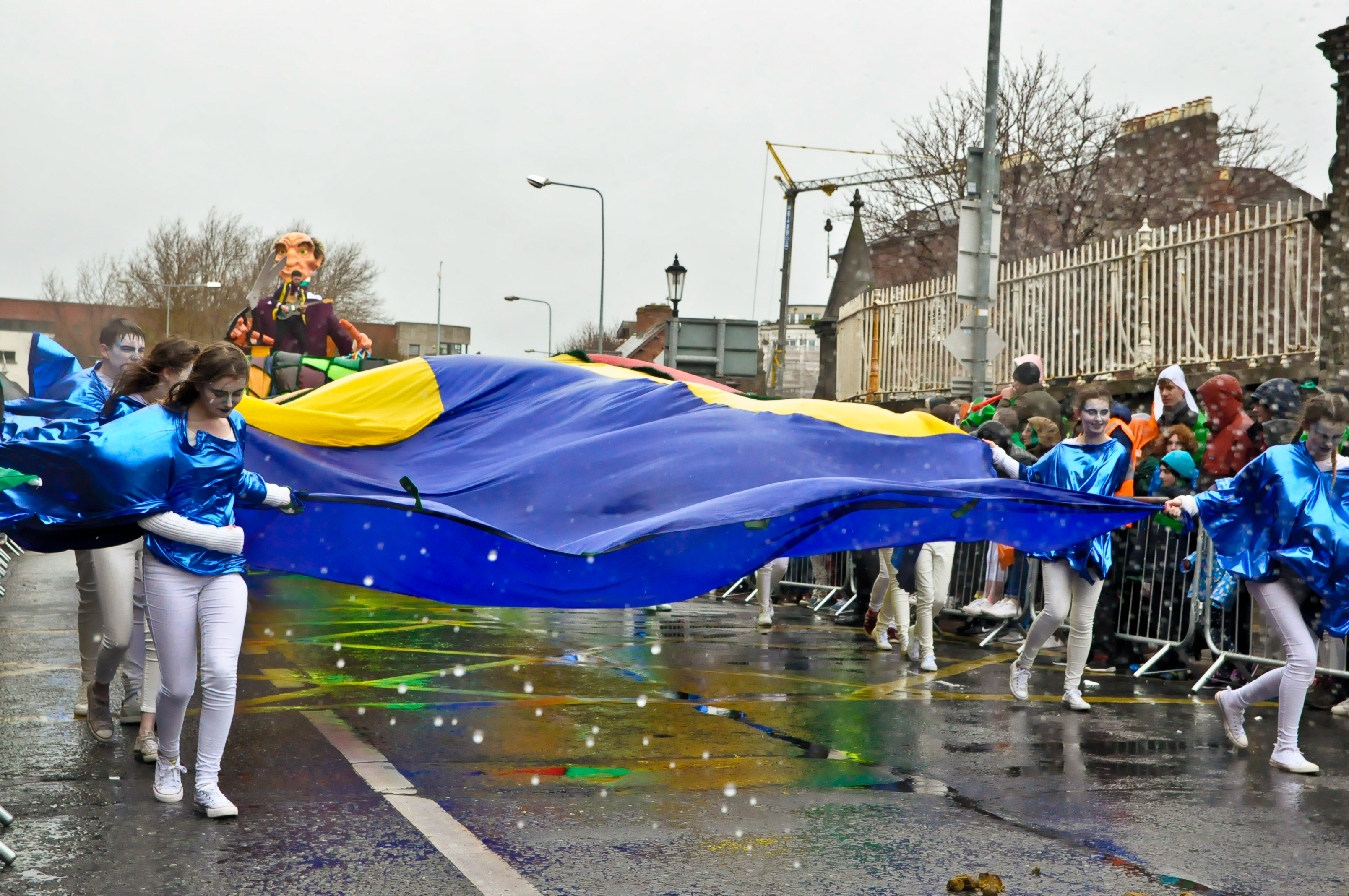
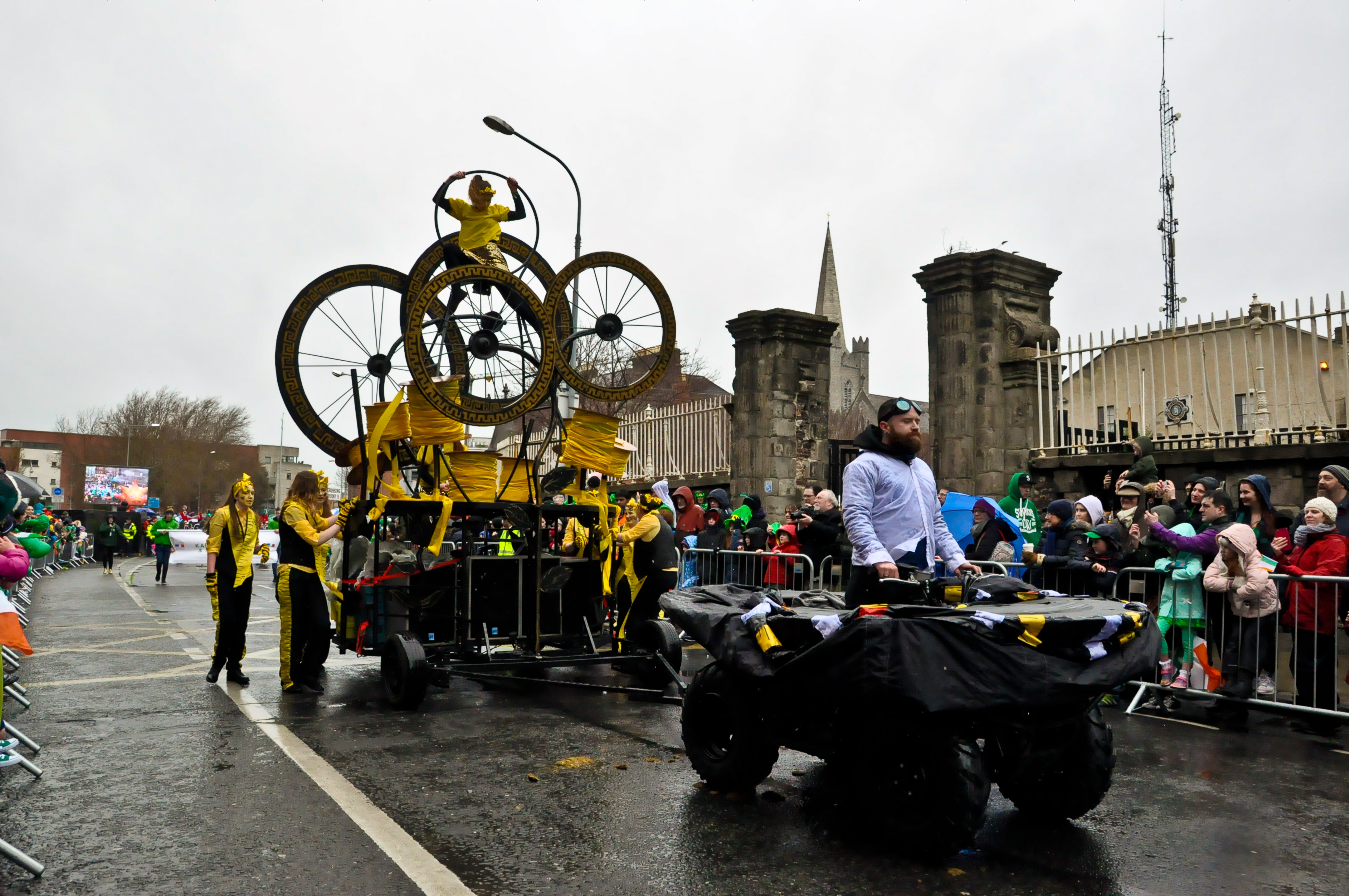
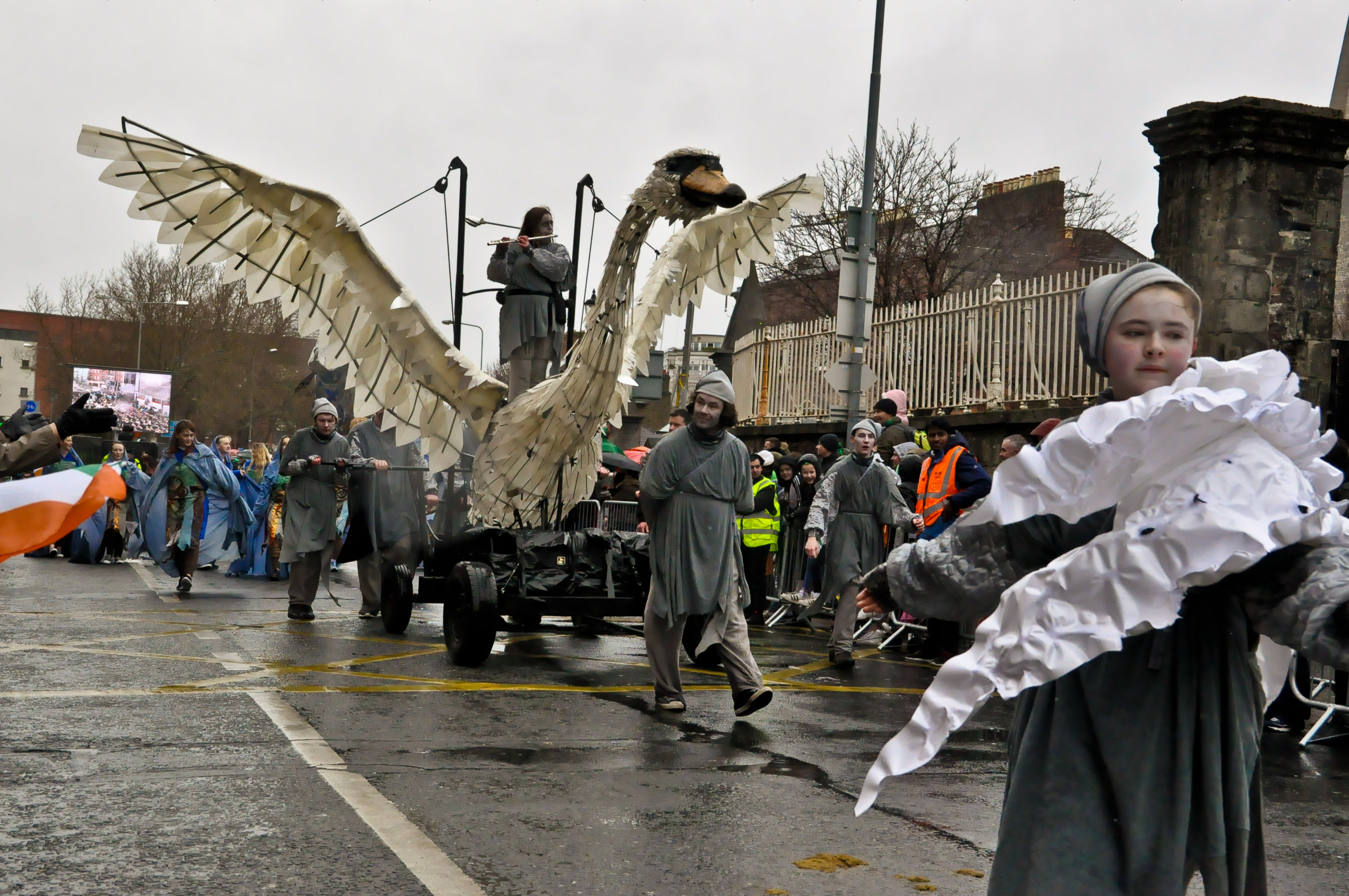
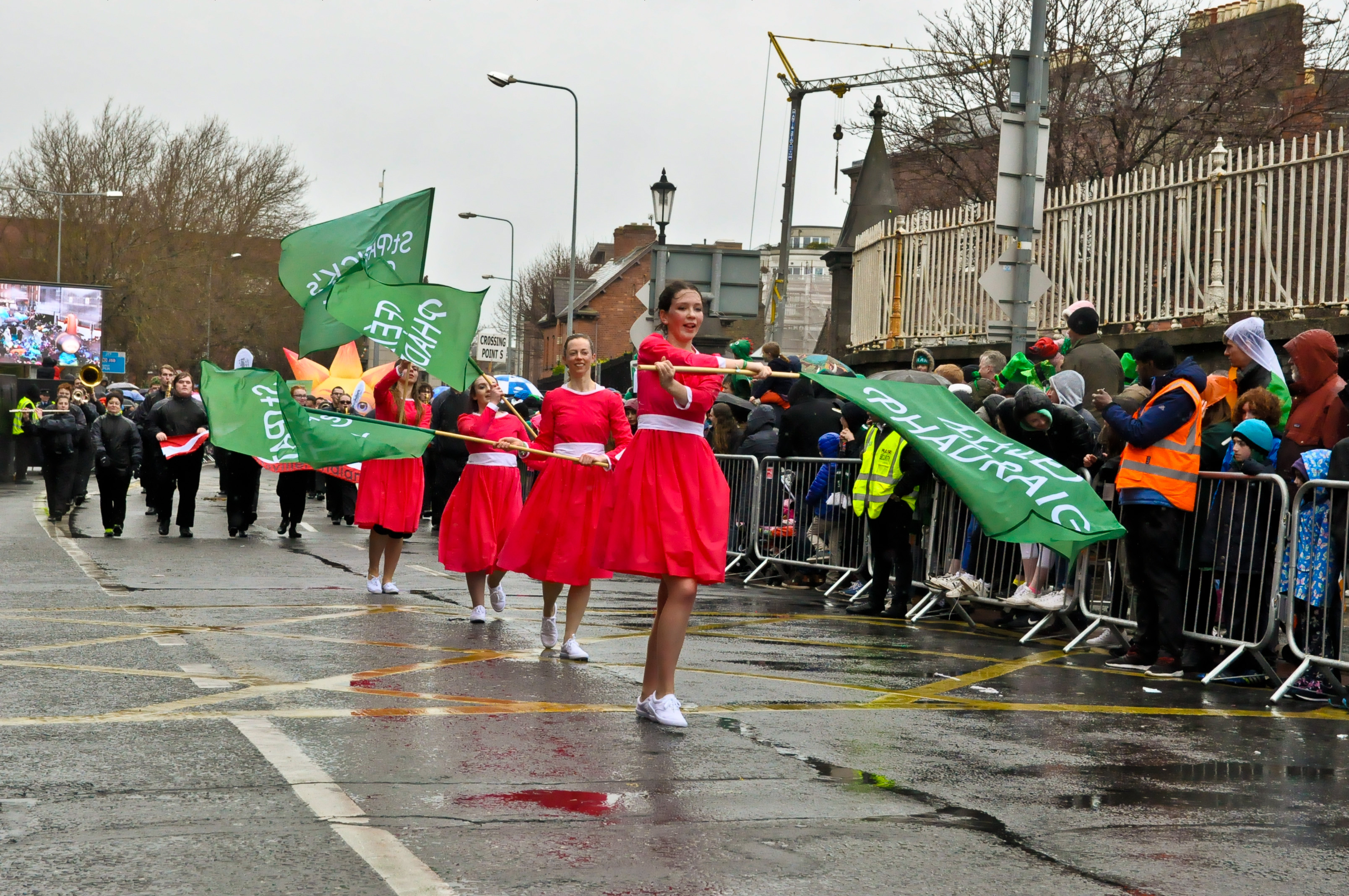
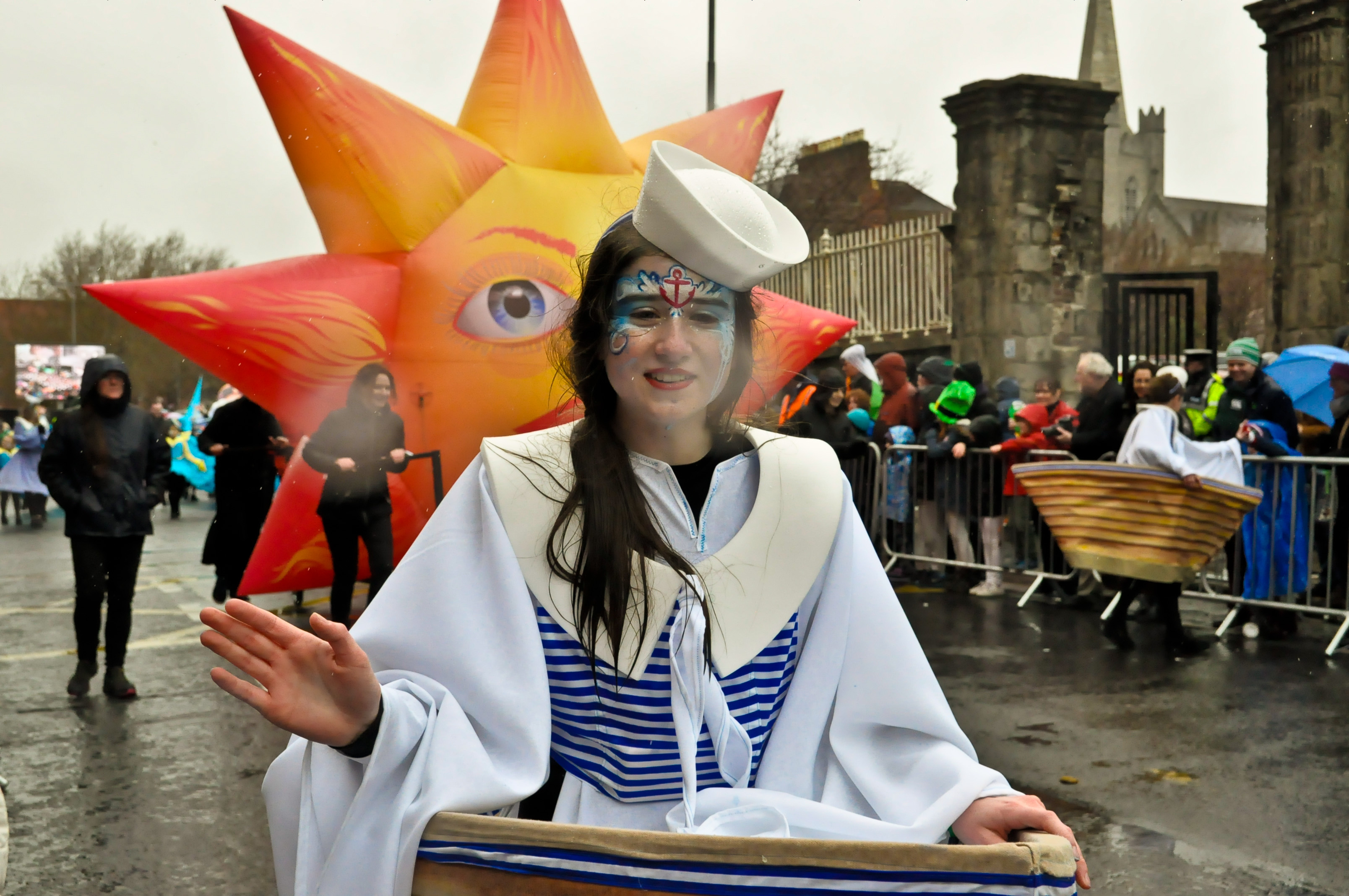
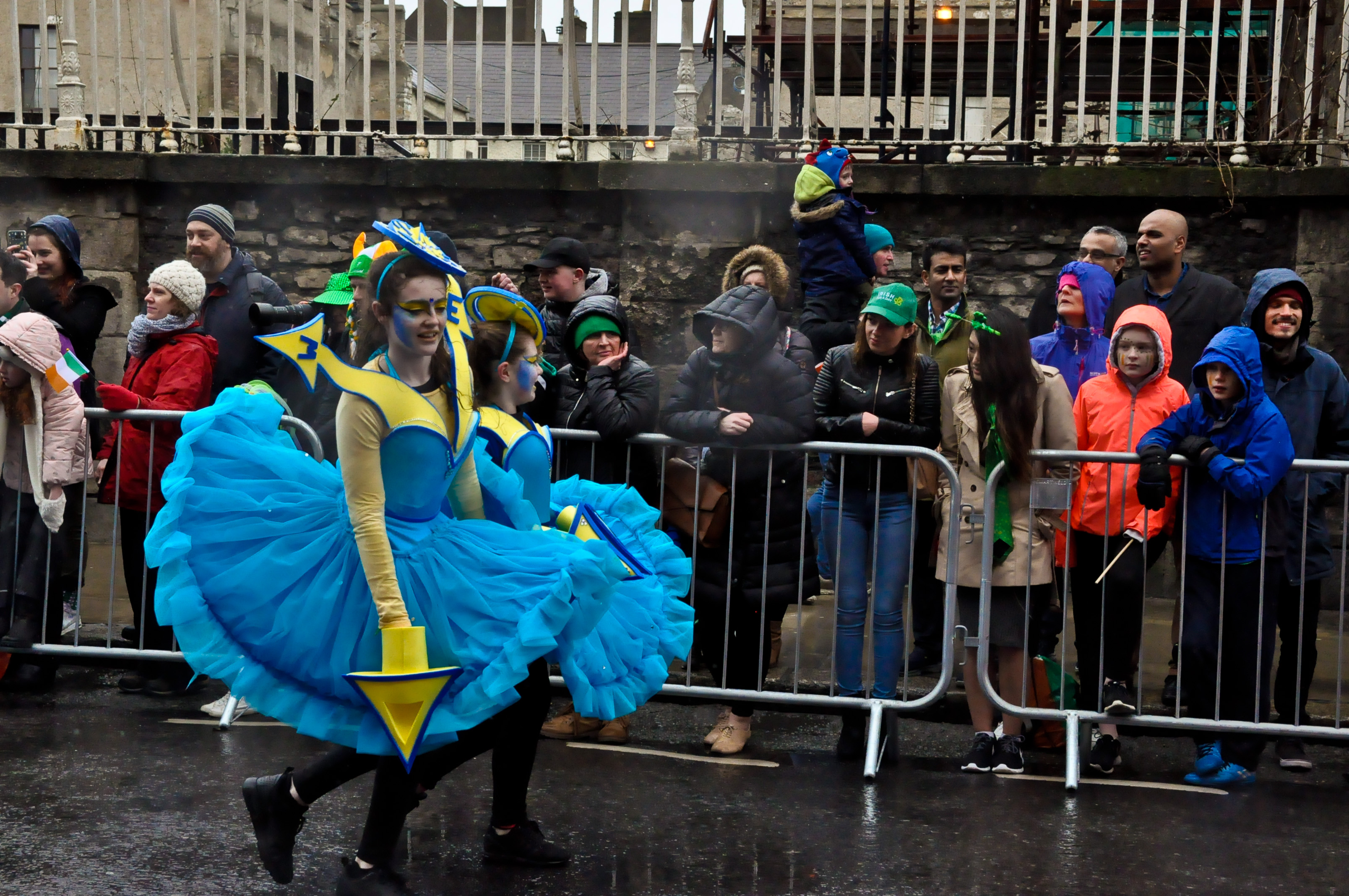
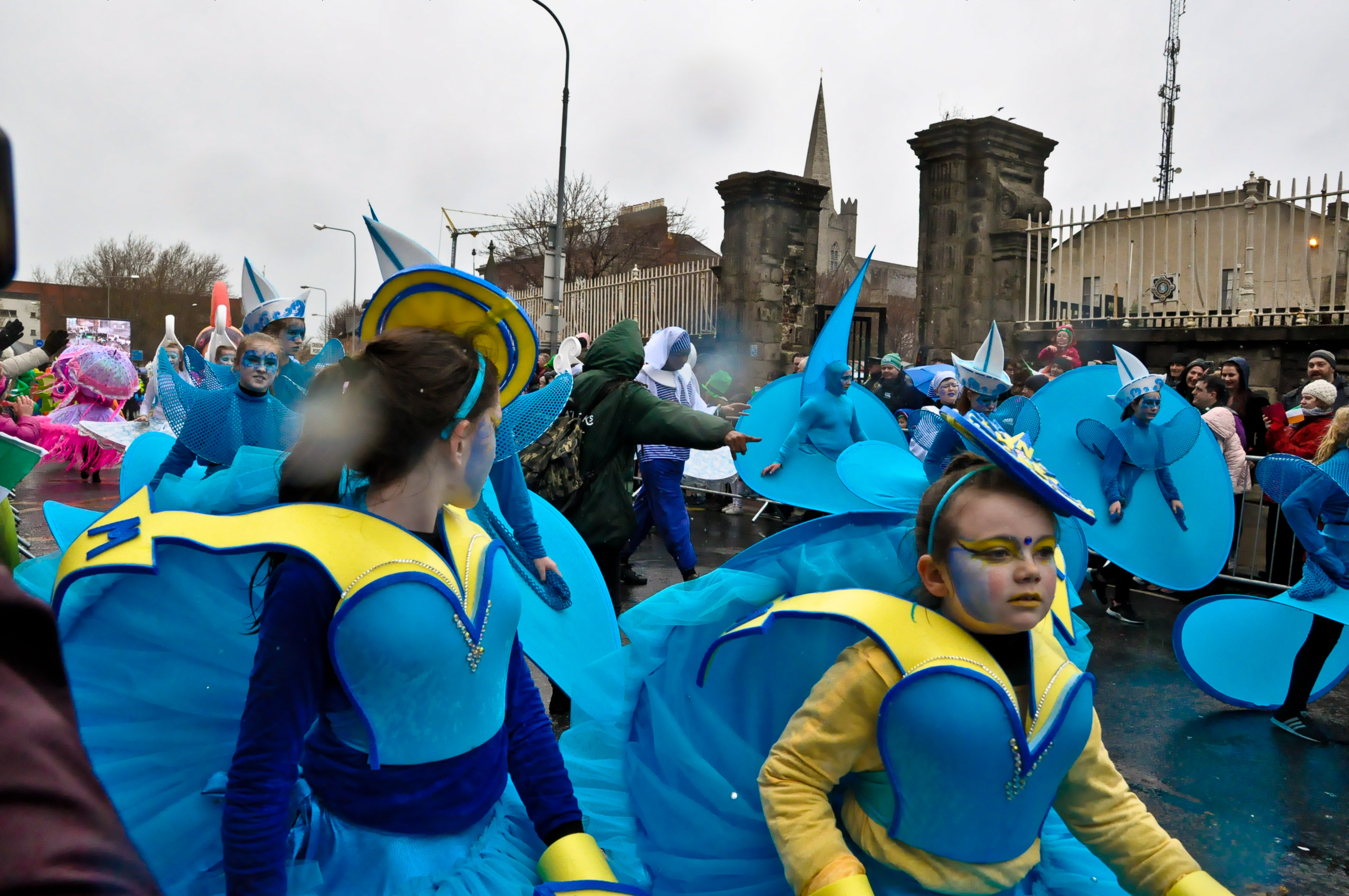
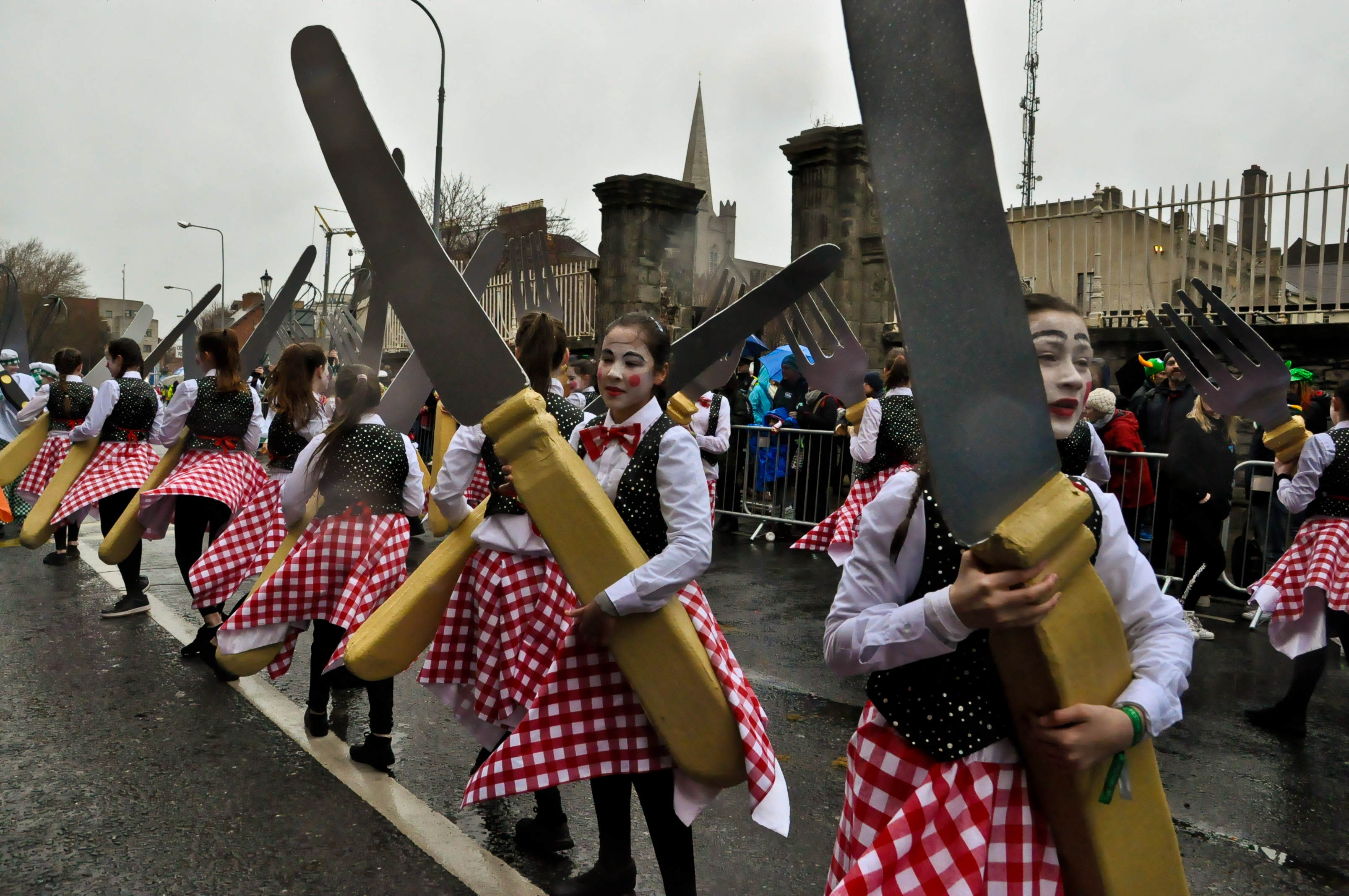
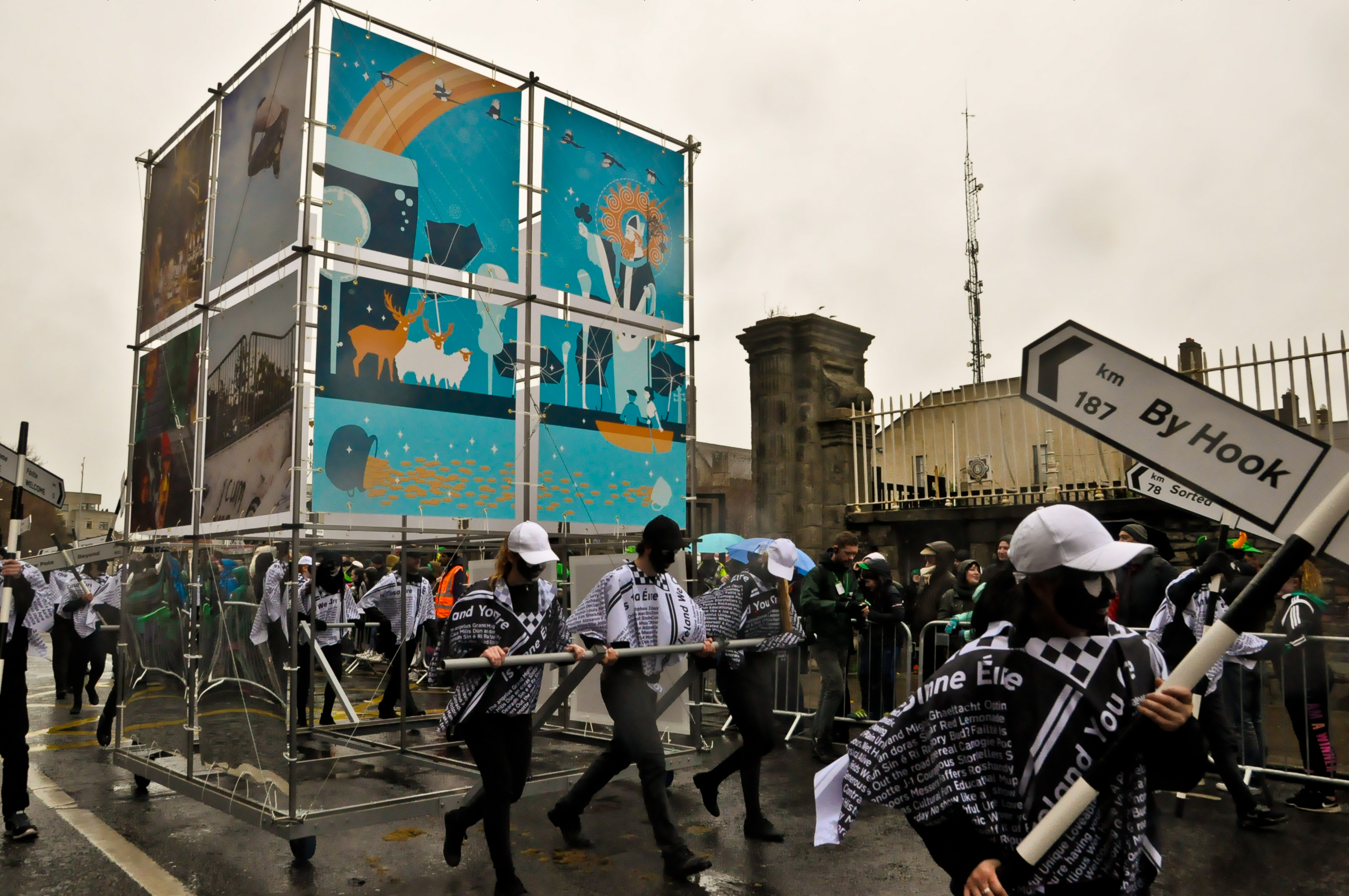

### La gastronomia tipica
Durante il giorno di San Patrizio, è usanza pranzare con specifici piatti tipici e specifiche bevande. Le bevande più bevute sono alcoliche e simbolo della cultura Irlandese. In particolare ci sono il sidro e la birra. In Irlanda la cultura della birra si sviluppò molto al punto che si crearono industrie a livello internazionale. Tra queste la più celebre è la Guinness, birra scura prodotta inizialmente nella fabbrica a Dublino. Il sidro è ottenuto invece dalla fermentazione della mela. In alcuni casi si può produrre il sidro fermentando la pera. La produzione di questa bevanda alcolica è stato oggetto di una grande tradizione di generazione in generazione fin dall'età Medievale.
I piatti tipici sono principalmente fatti con prodotti locali. Uno dei cibi più famosi è il "Roast dinner", composto da carne di manzo bollita, patate arrostite, piselli e carote bollite. In genere il piatto è servito con il pane tipico chiamato "Soda Bread". Il pane è composto da farina integrale e la lievitazione avviene grazie al bicarbonato di sodio. Gli Irlandesi usano il Soda Bread anche per preparare numerosi antipasti. Tra questi uno dei più famosi è il "Crisp Sandwich", uno strato di patate croccanti dentro due fette di pane. Come dessert il piatto più mangiato durante la festa di san Patrizio è la Apple Tart, torta di mele locale, o la Guinness Cake.

## La celebrazione fuori dall'Irlanda
Le feste più grandi e caratteristiche fuori dall'Irlanda si festeggiano nelle città e nelle nazioni che ospitano una forte componente irlandese, come gli Stati Uniti (san Patrizio è anche il patrono della città di Boston) e Canada (nella bandiera della città di Montréal è raffigurato anche un trifoglio, per testimoniare la fortissima presenza irlandese in città).
La festa di san Patrizio viene ormai celebrata in quasi tutto il mondo e non più solamente nelle comunità irlandesi. Le celebrazioni sono generalmente incentrate su tutto ciò che ha a che fare con l'Irlanda e il verde (colore simbolo dell'isola). In questo giorno infatti si suole mangiare cibo di quel colore e vestirsi della stessa tonalità. In particolare, sui vestiti ad esempio, non può mancare il trifoglio. Questa pratica era diffusa già agli inizi dei festeggiamenti in onore del santo; questo perché la tradizione afferma che egli spiegò il mistero della santissima Trinità agli irlandesi pre-cristiani proprio attraverso questa pianta a tre foglie. Di conseguenza, sia il vestirsi di verde il 17 marzo sia il trifoglio stesso sono diventati simbolo di quel giorno.
Ogni anno le acque del fiume Chicago (che scorre nell'omonima città) vengono tinte anch'esse di verde.
Ogni anno a Tokyo, lungo il viale Omotesandō, si svolge una sfilata dedicata al santo irlandese.

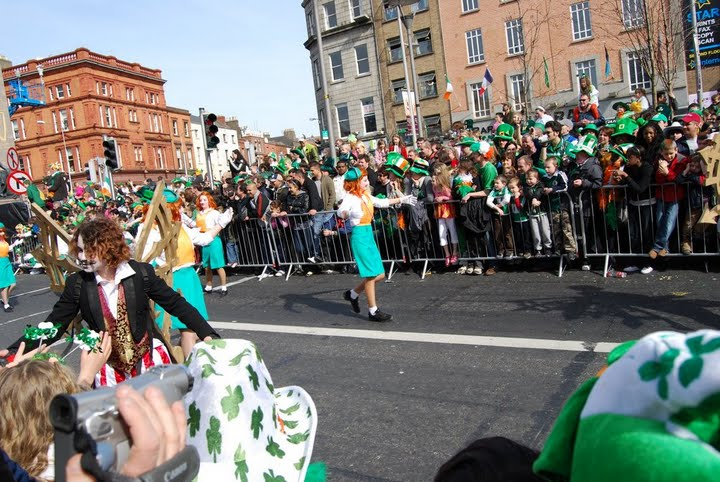
Parata di San Patrizio
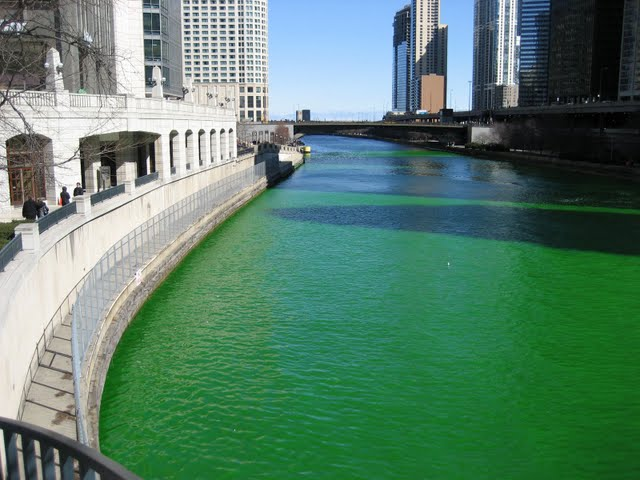
Il fiume Chicago tinto di verde il giorno di san Patrizio
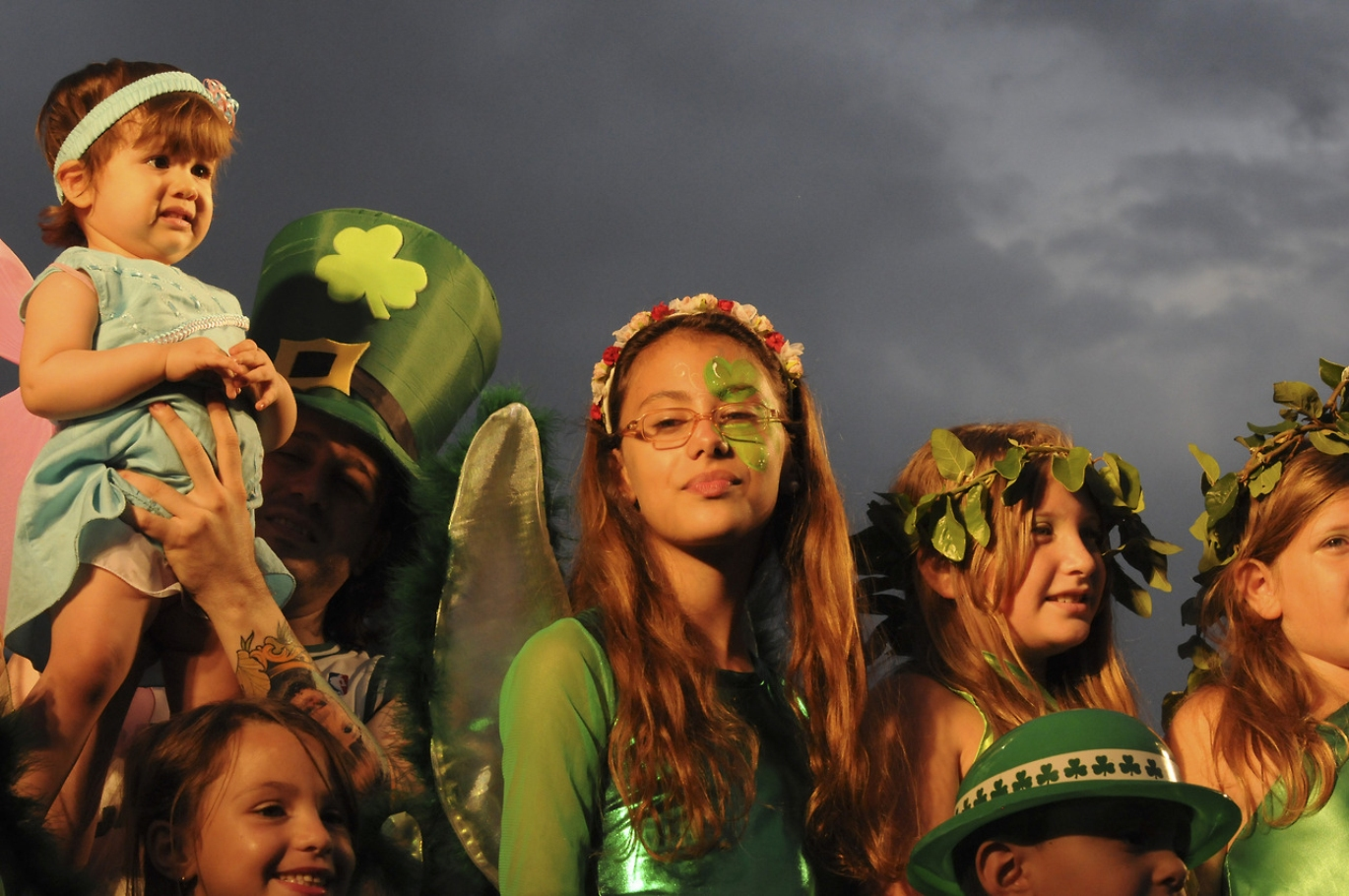
Festa di san Patrizio a Buenos Aires (Argentina)

### La diffusione delle usanze Irlandesi all'estero
Le festività irlandesi si sono diffuse in tutto il mondo dalla metà dell'Ottocento. In quel periodo una grande carestia colpì l'isola; milioni di irlandesi dovettero emigrare in altre nazioni. In pochi decisero di tentare la fortuna in luoghi geograficamente vicini all'isola madre, come l'Inghilterra o la Francia. La maggioranza, invece, espatriò nel continente americano. Le nazioni che risentirono maggiormente dell'influenza delle tradizioni irlandesi diventarono, oltre all'Irlanda, Stati Uniti, Argentina e Canada. Specialmente negli Stati Uniti, molte persone di origine irlandese diventarono personalità di primo piano, anche in ambito politico. Tra questi vanno citati due presidenti degli Stati Uniti: John Fitzgerald Kennedy e Ronald Reagan, entrambi di origini irlandesi.
Le festività irlandesi cominciarono a coinvolgere una buona parte della popolazione di queste nazioni grazie anche a un interesse collettivo riguardante una comunità che voleva mantenere le proprie tradizioni nei Paesi che l'avevano accolta. Questo fenomeno avvenne specialmente nelle città nella costa dell'est del continente, come New York, Boston, Buenos Aires e Toronto. In molti ambiti lavorativi dove gli irlandesi trovarono lavoro nell'800, la festa di San Patrizio ha molta rilevanza. Di questi i più rappresentativi sono nei reparti delle forze dell'ordine: con tanta povertà, i mestieri più pericolosi come i vigili del fuoco e polizia, furono quelli maggiormente ricoperti dagli Irlandesi emigrati in America.
Nel 1960 lo stato americano riconobbe che il quarantadue per cento dei posti di lavoro all'interno delle forze dell'ordine nella città di New York erano di origine irlandese. Per questo motivo ogni anno parate e altri tipi di festeggiamenti sono organizzati dalle forze dell'ordine locali. Una delle parate più note si tiene ogni anno a Chicago, dove il fiume stesso che l'attraversa è tinto di verde; inoltre nel primo pomeriggio si tiene una parata in barca con imbarcazioni in tinta con il fiume e con immagini simboliche della cultura irlandese come il trifoglio.